# Franklin Nazareno
Franklin Nazareno (ur. 24 kwietnia 1987 w Portoviejo) - ekwadorski lekkoatleta specjalizujący się w biegu na 100 metrów. Uczestniczył w Letnich Igrzyskach Olimpijskich w 2008 roku.

## Rekordy życiowe
| Dystans            | Wynik | Miejsce    | Data            |
| ------------------ | ----- | ---------- | --------------- |
| Bieg na 100 metrów | 10,22 | La Paz     | 29 maja 2008    |
| Bieg na 200 metrów | 20,47 | Cochabamba | 3 czerwca 2007  |
| Bieg na 400 metrów | 47,52 | Quito      | 7 września 2006 |

## Najlepsze wyniki w sezonie
Bieg na 100 metrów
| Rok  | Wynik | Miejsce      | Data              |
| ---- | ----- | ------------ | ----------------- |
| 2006 | 10,45 | Buenos Aires | 10 listopada 2006 |
| 2007 | 10,22 | Cuenca       | 10 marca 2007     |
| 2008 | 10,22 | La Paz       | 29 maja 2008      |
| 2009 | 10,39 | Hawana       | 23 kwietnia 2009  |

Bieg na 200 metrów
| Rok  | Wynik | Miejsce    | Data             |
| ---- | ----- | ---------- | ---------------- |
| 2006 | 21,21 | Pekin      | 17 sierpnia 2006 |
| 2007 | 20,47 | Cochabamba | 3 czerwca 2007   |
| 2008 | 20,62 | Cochabamba | 31 maja 2008     |
| 2009 | 21,12 | Santa Fe   | 28 marca 2009    |